# Henry Walter Bates

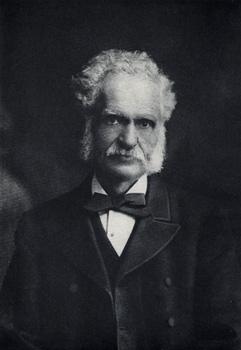
Henry Walter Bates

Henry Walter Bates (* 8. Februar 1825 in Leicester, England; † 16. Februar 1892 in London) war ein englischer Naturforscher, Evolutionsbiologe und Entomologe. Er wurde berühmt durch seine Amazonas-Expedition, die er zusammen mit Alfred Russel Wallace 1848 begann. Bates schickte bis zu seiner Rückkehr aus Brasilien 1859 mehr als 14.000 Arten (meistens Insekten), von denen 8.000 für die Wissenschaft neu waren, nach England. Er war ein früher Anhänger der Evolutionstheorie von Charles Darwin. Die ‚Bates’sche Mimikry’ ist nach ihm benannt.

## Leben
Henry Walter Bates wurde am 8. Februar 1825 in Leicester als ältester von vier Söhnen eines Strickwarenherstellers (Henry Bates) geboren. Mit 13 Jahren begann er eine Lehre bei einem Strickwarenhändler. In seiner Freizeit sammelte er Insekten. 1843 veröffentlichte er eine kurze Arbeit über Käfer in der Zeitschrift „Zoologist“. Er befreundete sich mit Alfred Russel Wallace, der ebenfalls ein leidenschaftlicher Insektenkundler war. Nachdem sie William Henry Edwards Buch über dessen Amazonas-Expedition gelesen hatten, entschieden sie sich, den tropischen Regenwald selbst zu bereisen und durch den Verkauf der gesammelten Exemplare von Insekten ihre Reise zu finanzieren. Bates gab seine Stelle als Büroangestellter auf, und sie starteten gemeinsam auf ihre Expedition.

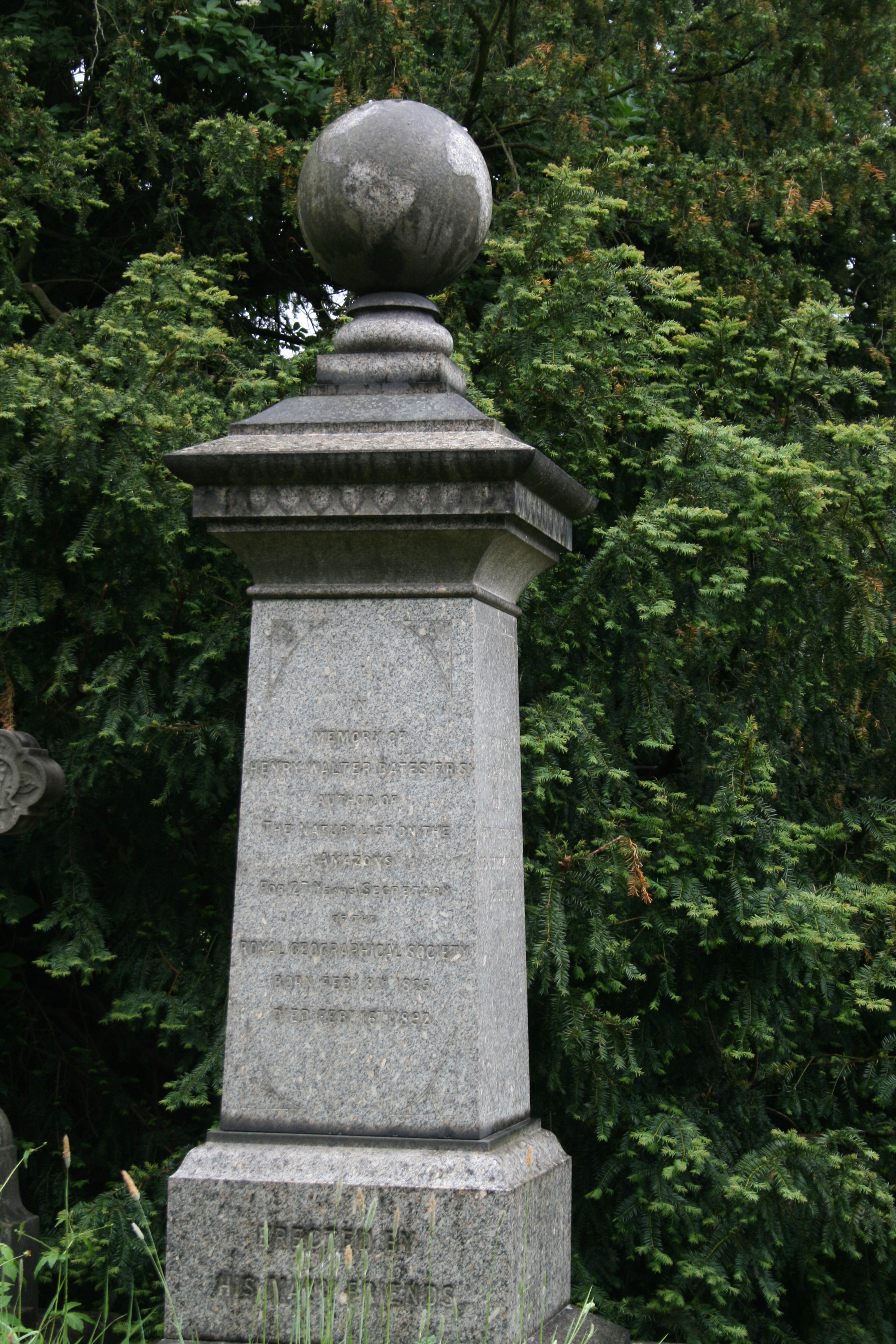
Bates’ Grab auf dem East Finchley Cemetery

1848 landeten sie in Pará (heute Belém), wo sie eineinhalb Jahre blieben und von wo aus sie ihre Exkursionen im Mündungsgebiet des Amazonas unternahmen. 1850 trennten sich ihre Wege und jeder forschte und sammelte für sich.
Drei Jahre lang war dann Santarém (Pará) Hauptstützpunkt für Bates. Von hier aus erkundete er die Umgebung und den Rio Tapajós, einen der größten Nebenflüsse des Amazonas. Immer wieder schickte er gesammelte Exemplare (Säugetiere, Vögel, Reptilien, Fische, Insekten, Weichtiere, Zoophyten (festsitzende Meerestiere)) nach Europa zu Museen und Sammlern.
Er zog weiter stromaufwärts und erforschte Flora und Fauna in der Gegend von Ega (heute Tefé), Fonte Boa und schließlich São Paulo de Olivenca nahe der peruanischen Grenze.
Nach elf Jahren in Brasilien kehrte er 1859 nach England zurück.
Durch seine Reise lieferte er wesentliche Beiträge zum Verständnis der Evolution. Er entdeckte die später nach ihm benannte ‚Bates’sche Mimikry‘: Harmlose Tiere nehmen das Aussehen (Warntracht) von wehrhaften oder ungenießbaren Tieren an und täuschen dadurch ihre Feinde.
1863 heiratete er Sara Ann Mason.
Nach einer vergeblichen Bewerbung auf eine Stelle an der zoologischen Abteilung des Britischen Museums arbeitete er von 1864 an als Angestellter der Royal Geographical Society.
1881 wurde er Mitglied der Royal Society in London.
Henry Walter Bates starb am 16. Februar 1892 an Bronchitis.

## Werke
- Contributions to an Insect Fauna of the Amazons Valley. Lepidoptera: Heliconiidae (1862). Darwin lobte diesen Aufsatz als one of the most remarkable and admirable papers I ever read in my life. ("als einen der bemerkenswertesten und bewunderungswürdigsten Aufsatz, den ich je in meinem Leben gelesen habe").
- The Naturalist on the River Amazons (1863).[3] Das Buch beschreibt die Erkundungsreise von 1848 bis 1859 im Amazonasgebiet.
- Herausgeber von Transactions of the Royal Geographical Society
- Beiträge zu Zoologist, Entomological Society’s Journal, Annals and Magazine of Natural History und zu Entomologist
- Am Amazonas: Leben der Tiere, Sitten und Gebräuche der Bewohner, Schilderung der Natur unter dem Äquator und Abenteuer während eines elfjährigen Aufenthalts. Greno, Nördlingen 1989, ISBN 978-3-89190-355-1, Reihe Die Andere Bibliothek.
- Der Naturforscher am Amazonenstrom. Korrigierte, illustrierte und kommentierte Neuausgabe. Berlin 2024. ISBN 978-3-941924-10-9.

## Ehrungen
- Ritter des Ordens der Rose, Brasilien
- Mitglied der Royal Society